# Cobelura vermicularis
Cobelura vermicularis is een keversoort uit de familie van de boktorren (Cerambycidae). De wetenschappelijke naam van de soort werd voor het eerst geldig gepubliceerd in 1889 door Theodor Franz Wilhelm Kirsch.